# Rue de la Petite-Pierre
La rue de la Petite-Pierre est une voie du 11e arrondissement de Paris, en France.

## Situation et accès
La rue de la Petite-Pierre est une voie publique située dans le 11e arrondissement de Paris. Elle débute au 21, rue Neuve-des-Boulets et se termine au 150, rue de Charonne.

## Origine du nom

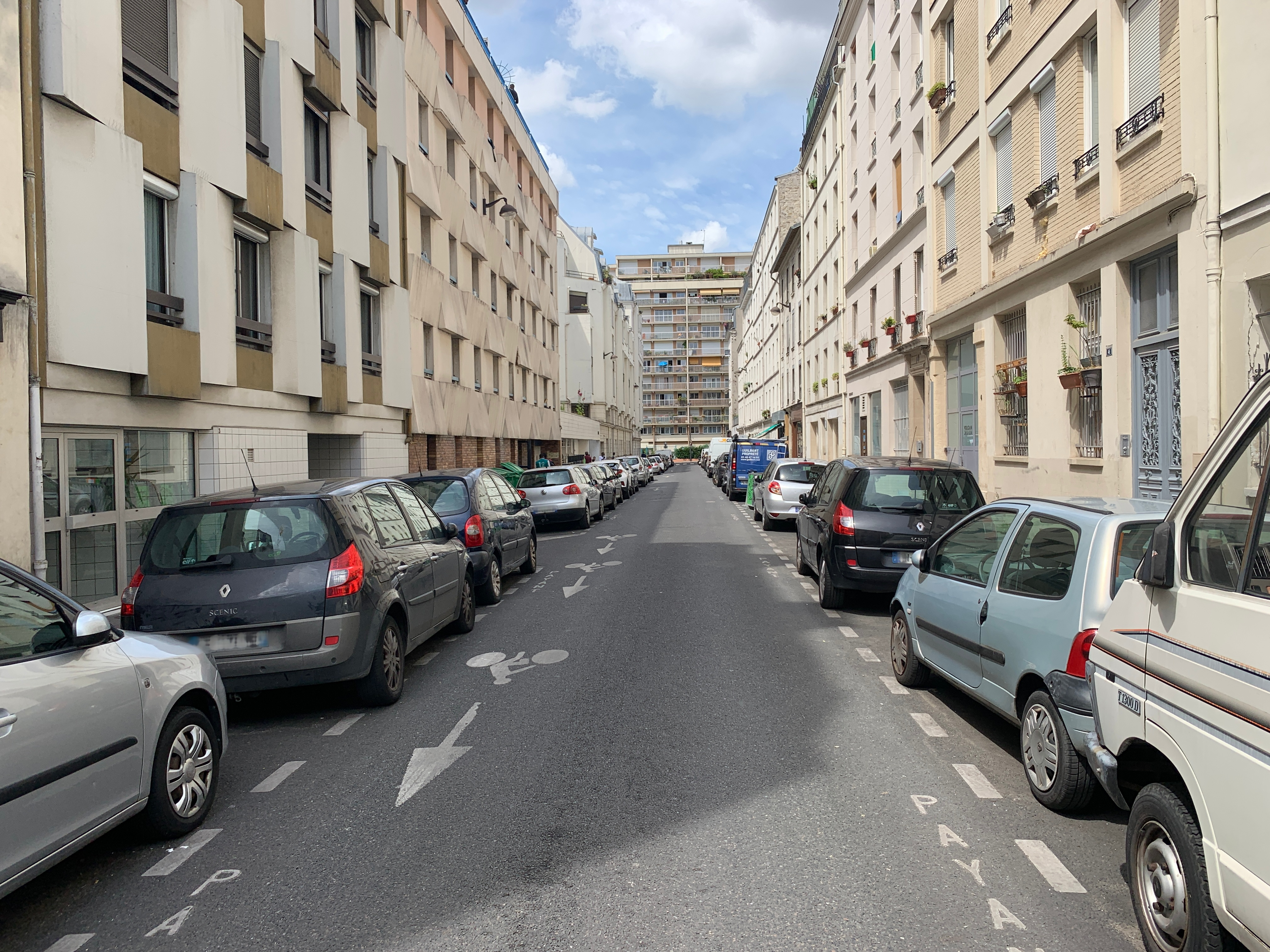
Plaque de la rue.

Cette voie rend hommage à la commune du département du Bas-Rhin, La Petite-Pierre, qui fut énergiquement défendue par sa garnison lors de la guerre de 1870.

## Historique
Précédemment rue de Chambéry, on lui a donné par arrêté du 10 novembre 1873 le nom « rue de Petite-Pierre », avant d'être classée dans la voirie parisienne par arrêté du 9 juin 1931.